# Колонич, Илона
Илона Колонич  (венг. Kolonits Ilona, 17 марта 1922, Будапешт — 2 августа 2002, Будапешт) — венгерский кинорежиссёр, режиссёр документального кино, лауреат Московского Кинофестиваля (1975), заслуженная и народная артистка Венгрии, Кандидат наук Академии художеств СССР, Праведник народов мира.

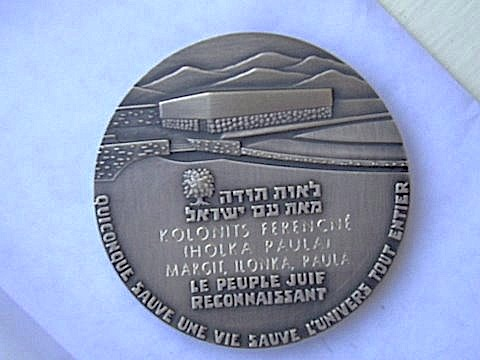
Ilona Kolonits, Paulina, Paola and Margit Kolonits, Righteous Amongst the Nations Medal

## Биография
Илона Колонич родилась в Будапеште (Венгрии) 17 марта 1922 года. В семье Колонич было три дочери, Илона была самой младшей. В детстве Илона увлекалась театром и танцем, участвовала в драматических кружках и занималась легкой атлетикой. В подростковом возрасте её вдохновляли гуманисты и антифашисты. Отец Илоны, Ференц Колонич и мать, Паулина Колонич, принимали активное участие в венгерском антифашистском движении в годы Второй мировой войны в Венгрии. Во время Холокостa в Венгрии семья Колонич помогала спасать людей от нацистского террора. Ференц Колонич, активист социал-демократической партии Венгрии, в 1944 году в возрасте 56 лет был арестован и сослан в концентрационный лагерь Бухенвальд на территории Германии. В 1945 году он участвовал в организации вооруженного восстания по освобождению Бухенвальдского лагеря. В то же время молодая Илона Колонич вместе со своими сёстрами помогала матери в спасении людей от нацистов. Будучи волонтёром призыва Будапештского комитета молодых антифашистов, благодаря своему актёрскому таланту и пользуясь своими внешними данными (от природы высокая, стройная яркая блондинка с голубыми глазами), Илона Колонич спасла более 40 детей из Будапештского гетто, играя роль молодой матери.
Илона участвовала в организованном сопротивлении против нацистов в том числе и в качестве связного руководства венгерских антифашистов во время Будапештской операции. Выполняя одно из заданий, после разрушения мостов в Будапеште, она оказалась на стороне Буда, где, во время штурма Будапешта, провела полтора месяца в подвале. В связи с этими событиями, Илона Колонич и её семья в 2007-м году были награждены званием Праведники народов мира.
После войны Илона Колонич окончила Академию Театра и Кино в Будапеште и поступила в Москве в аспирантуру Всероссийского Государственного Института Кинематографии (ВГИК). Научным руководителем Илоны Колонич был режиссёр Г. В. Александров. Вдохновением для Илоны Колонич послужило её знакомство и дружба с российскимы кинорежиссёрами, писателями и художниками, в том числе её близкая дружба с кинокритиком Тамарой Владимировной Владимировой, писателем и сценаристом Е. С. Каплинской, с режиссёром Г. Н. Чухраем и его женой, Ираидой Павловной Чухрай (в будущем Ираида Павловна помогла Илоне в написании диссертации на русском языке). В своем романе «Московский Иллюзион» (1991) однокурсница по ВГИКу и близкая подруга Илоны Колонич на протяжении всей жизни, Каплинская, создала персонаж Агнеш, руководствуясь реальными событиями из жизни Илоны Колонич и её семьи.
В 1955 году Илоне Колонич присвоили звание Кандидата наук Академии художеств СССР и Венгерской Академии Наук. Илона Колонич одна из первых женщин получивших степень доктора наук в Венгрии в области кинематографии. Она стала членом Ассоциации Венгерских Журналистов и Art-клуба «Fészek» в Будапеште. С 1951 по 1989 год работала на киностудии МАФИЛЬМ и студии документальных фильмов в Венгрии в качестве режиссёра документального кино. Будучи одной из первых женщин-кинорежиссёров, Илона Колонич последовательно придерживалась документалистики кинохроники.
За 40 лет деятельности, снимая репортажи и события по всему миру, Илона Колонич создала более 100 документальных фильмов, из которых 17 получили международные награды (в том числе и награды Московского Кинофестиваля) и шесть венгерские. Илона неоднократно рисковала жизнью во время военных конфликтов, чтобы донести новости до венгерской и международной общественности. В качестве документалиста и корреспондента Илона создала более 500 киножурналов. Работая в одиночку с кинооператором, снимала события в разных странах мира, часто в «горячих точках» на Ближнем и Дальнем Востоке. Её документальный фильм «Героическая» («Eroica», 1975), сюжетом которого стал героизм вьетнамских женщин во время Войны во Вьетнаме, получил золотой приз Московского Кинофестиваля в 1975. Монтаж фильма был исполнен под одноимённую композицию Бетховена, Симфонии № 3 («Героическая»).
Наиболее известным фильмом Илоны Колонич является кинолента «Как это произошло?» (1957) — документальный фильм о событиях венгерского восстания 1956 года. Фильм был смонтирован из документальных съемок событий на улицах Будапешта во время вооруженного конфликта, которые Колонич удалось снять в одиночку, работая за отсутствием поддержки своих коллег во время уличных боев. Политическая полемика вокруг этого фильма связана с интерпретацией событии при помощи монтажа кадров, а также политические дебаты, на время отодвинули на задний план международную значимость кинематографического наследия Илоны Колонич, они и до сих пор являются препятствием более широкому признанию.
Кинематографический стиль Илоны Колонич можно назвать лирическим. Её документальное кино «Будапешт» (1953) — это дань своему родному городу. Сюжеты её фильмов связаны с Венгрией, СССР, республиками Советского Союза и многими другими странами мира. Её обаяние и искреннее сопереживание позволило Колонич показать жизнь простых людей изнутри на фоне исторических событий. В 1955 году она начала многолетнюю серию документальных фильмов под названием «День рождения», рассказывающих о ежегодных встречах одноклассниц. Илона Колонич была увлечена легкой атлетикой, поэтому спорт также стал одним из любимых сюжетов её кинотворчества. Её фильм «Олимпийские игры для малышей» (1979) рассказывает о воспитании спортивного духа у детей. В одном из своих последних фильмов, «Вам нравятся Лошади, не так ли?» (1988) Илона Колонич затронула вопросы, связанные с природой и правами животных.

## Семья
Илона Колонич посвятила всю свою жизнь и творчество своей профессии и идеям международного сотрудничества и мира. Прожила личную жизнь скромно, со своими родителями, жертвуя большую часть своих гонораров нуждающимся, прежде всего детям, осиротевшим в результате вооруженных конфликтов.
Илона Колонич скончалась 2 августа 2002 года в Будапеште, покоится вместе с родителями и сестрами в историческом пантеоне на кладбище Фаркашрети («Farkasréti temető») в Будапеште.
В 2007 году за заслуги в спасении жизни многочисленных жизней евреев, в том числе детей от геноцида, была награждена наградой Праведник народов мира.
Отец — Ференц Колонич (ум. 1964) — антифашист, известный деятель венгерской социал-демократической партии.
Мать — Паулина Холка (Колонич) (1987—1978) — антифашист, известный деятель венгерской социал-демократической партии, праведник народов мира.
Сёстры — Паола и Маргит Колонич — антифашисты, праведники народов мира.

## Признание и награды (неполный список)
- премия Балаж Бела (1963)
- премия SZOT (1965)
- Заслуженная артистка Венгрии (1973)
- Выдающаяся артистка Венгрии (1980)
- награды кинофестивалей: Париж, Москва, Оберхаузен, Кортина-д’Ампеццо, Мексико, Будапеште и Мишкольц[4]
- Праведник народов мира[1].

## Фильмография (неполная)
- На месте руин цветущая жизнь (Romok helyett virágzo élet), 1949
- Им нужен мир (Nekik béke kell), 1952 — 1-й приз Международного детского кинофестиваля, Париж
- Перед выбором (Választas elott) 1953
- Mátyásföldön, 1953
- Будапешт (Budapest) 1953
- Промышленная Выставка в Будапеште (Budapesti Helyiipari Vásár), 1955
- Путешествие по Саболч (Utazás Szabolcsban), 1955
- День Рождения (Születésnap), 1955
- История на берегу реки Шайо (Sajóparti történet), 1955
- Шесть парней, шесть автобусов (Hat fiú, hat busz), 1956
- Смена программы (Műsorváltozás), 1957
- Как это произошло? (Így történt), 1957
- Говорящие фрукты (Beszélő gyümölcsök), 1957
- Отечество (A nagyvilágon e kívül), 1957
- Можно? (Szabad?), 1958
- До встречи в Вене (Bécsben találkoztunk), 1959
- Последний антракт (Az utolsó felvonás), 1959
- Мосты, набережные, люди (Hidak, partok, emberek), 1960
- Урок истории для парней (Történelmi lecke fiúknak), 1960
- Привет апрелю (Áprilisi köszöntő), 1960
- Два урожая в Марказе (Két szuret Markazon), 1961
- В поисках детства (Gyermekévek nyomában), 1961
- Поехали в Багдад! (Irány Bagdad!), 1961
- День рождения (Szuletésnap), 1961
- В поиске детства (Gyermekévek nyomában), 1961
- Подстриженные мгновения (Ellesett percek), 1962 — 1 приз, Кинофестиваль короткометражного кино , Будапешт, 1962
- Венгерская пуста зимой (A puszta télen), 1963
- Поры года, мастери, произведения (Evszakok, mesterek, muvek), 1964
- Конечная остановка? (Végállomás?).1964
- Пять раз в неделю (Hetenkent ötször), 1965 — 1 приз Кинофестиваля, Будапешт, 1968, главный приз Итальянского кинематографа, Кортина-д’Ампеццо, приз CIDALC, Гренобль 1968
- Красные знаки на военном пути (Vörös jelek a hadak utján), 1966 — награда Кинофестиваля в Одессе, 1967
- О́да (Oda), 1967
- …и будем миллионы (…és milliok leszunk), 1968
- Божье Матери (Madonnak), 1968
- 5x1 (5x1), 1969 — серебряный приз OTSH, Будапешт, 1970
- Вариации на тему (Variáciok egy témára), 1970
- Поезд (Vonat), 1970
- На конвейере истории (A történelem futoszallagán), 1970
- Автопортрет (Önarckép), 1971
- Бодро (Önfeledten), 1971
- Два города (Két város), 1972
- Красное Золото (Piros Arany), 1973
- Спорт, ритм, музыка (Sport, ritmus, zene), 1974
- Героическая (Eroica), 1975 — золотой приз Московского Кинофестиваля, 1975
- Встреча в мирное время (Találkozas békében), 1975
- Они заслужили почесть (Adassék nekik tisztelet), 1976
- Я благодарна за глину (Köszöntöm az agyagot), 1976
- Белая акация (Fehér akác), 1976
- Доброе утро Сибирь! (Jo reggelt Szibéria!) 1977 — награда города Лейпциг, 1977
- В нескольких тональностях (Többszolamban), 1977
- Продолжение фильма (Egy film folytatása), 1978
- Олимпийские игры для малышей (Ovis olimpia), 1979 — приз Международного Олимпийского Комитета, награда Олимпийского Комитета СССР, серебряный приз Международного кинофестиваля спорт-кино
- Приветствуя жизнь (Eletköszöntö), 1980 — приз Министра Культуры, Кинофестиваль в Лейпциг
- Выжившие (Tulélök), 1980
- Спасибо, у нас все хорошо (Koszonjuk, jol vagyunk), 1981
- Атомная электростанция (Atomeromu), 1983
- Картина со вторым планом (Festmény háttérrel), 1983
- Дочери Лаоса (Laosz lányai), 1984
- Четвёртая встреча (Negyedik találkozás), 1985
- Город золотой Будда (Az arany Budda városa), 1985
- Вы любите лошадей, правда? (A lovakat szeretik, ugye?) 1988, — — награда Фестиваля Спортивного Кино Будапешт[5]